# Suzanne Revonne
Yvonne Suzanne Jacob connue sous le nom de scène Suzanne Revonne) est une actrice française née le 6 novembre 1889 à Chartres (Eure-et-Loir) et morte le 22 juin 1980 à Jouarre (Seine-et-Marne).

## Filmographie partielle
- 1910 : Eugénie Grandet d'Émile Chautard
- 1911 : Cruelle Illusion d'Émile Chautard
- 1911 : Décadence d'André Calmettes
- 1911 : La Fin d'un joueur de André Calmettes et Henri Étiévant
- 1911 : Jésus de Nazareth d'André Calmettes et Henri Desfontaines
- 1911 : Le Poison de l'humanité / Les Fautes d'un père d'Émile Chautard et Victorin Jasset
- 1911 : La Sœur de lait (anonyme) : Yveline
- 1911 : Un appel silencieux de Victorin Jasset
- 1911 : L'Usurpateur d'André Calmettes et Henri Pouctal
- 1911 : La Voix du passé (anonyme) : Jeannette
- 1911 : Une nuit d'épouvante d'Émile Chautard et Victorin Jasset
- 1912 : Le Bonhomme jadis d'Émile Chautard
- 1912 : Les Caprices du Roi Soleil de Maurice Le Forestier : Louise de La Vallière
- 1912 : La Comtesse Sarah d'Henri Pouctal
- 1912 : Conscience d'enfant d'Émile Chautard
- 1912 : Les Millions de l'orpheline (anonyme) : Vidine
- 1912 : L'Usurier de Camille de Morlhon : Germaine Vidal
- 1913 : La Bohème d'Albert Capellani : Mimi
- 1913 : Le Rêve interdit d'Albert Capellani : Geneviève
- 1914 : Le Roman d'un caissier de Émile Chautard
- 1916 : Cora, l'aventurière (anonyme)
- 1916 : La Fille d'Hérodiade d'Ugo Falena
- 1917 : Le Devoir d'abord d'Adolphe Candé : Lucie
- 1917 : L'Arriviste de Gaston Leprieur : Renée April
- 1917 : La Petite Mobilisée de Gaston Leprieur : Geneviève Rousseau
- 1923 : La Mendiante de Saint-Sulpice de Charles Burguet : Henriette Rollin
- 1934 : Nous irons à Tombouctou de René Petit et Max Eddy (court métrage) : Agathe
- 1935 : Golgotha de Julien Duvivier
- 1939 : Les Trois Tambours de Maurice de Canonge

## Théâtre
- 1911 : Gringoire de Théodore de Banville
- 1912 : Le Mariage forcé de Molière, Comédie-Française
- 1913 : Le Veau d'or de Lucien Gleize, mise en scène Henri Beaulieu, Comédie des Champs-Élysées
- 1915 : Le Mariage forcé de Molière,   Comédie-Française